# Friedrich Olbricht
Friedrich Olbricht (4 d'octubre 1888 - 21 de juliol 1944) va ser un general  alemany, implicat en l'intent de cop d'Estat fet el  20 juliol 1944.

## Vida
Olbricht va néixer a Leisnig, Saxònia, fill d'un professor de matemàtiques, Richard Olbricht. Finalitzat l'Institut (Gymnasium) i el seu any preuniversitari (Abitur) el 1907, Olbricht es va unir al regiment d'infanteria 106 a Leipzig com a alferes. Va lluitar en la Primera Guerra Mundial de 1914 a 1918 i com a capità es va enquadrar en el Reichswehr, l'exèrcit de l'Alemanya de postguerra, notablement reduït sobre la base del Tractat de Versalles de 1919.
Olbricht es va casar amb Eva Koeppel, amb qui va tenir un fill i una filla.
La desconfiança d'Olbricht cap als nazis es va afermar primerencament, sobretot a partir del Putsch de Múnic de 1923, quan es va alinear amb Hans Oster, Erwin von Witzleben i Georg Thomas, qui es van distanciar del puixant moviment nacional-socialista, preocupats per l'atractiu que els nazis tenien per a molts militars.

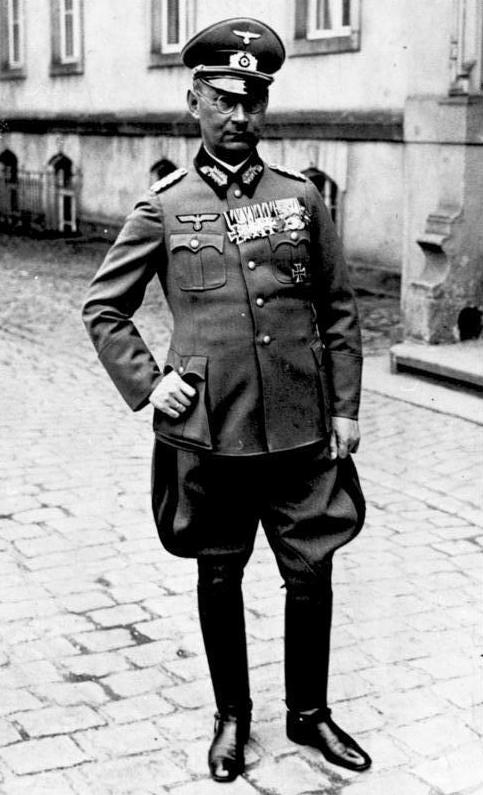
Friedrich Olbricht, el 1938

El 1926 Olbricht es va incorporar al Ministeri de Defensa com a encarregat del "Bureau d'Exèrcits Estrangers". El 1933 va passar a ser cap de l'estat major de la Divisió Dresden.
El 1934, durant els esdeveniments de la Nit dels ganivets llargs, Olbricht va aconseguir salvar la vida a diversos homes assignant-los tasques militar-polítiques sota protecció de l'Exèrcit. Havien estat arrestats i haguessin estat assassinats en breu.
En 1935 va estar marcat pel nomenament d'Olbricht com a cap d'estat major del Quart Cos d'Exèrcit estacionat a Dresden. El 1938 se li va encarregar comandar la 24 Divisió d'Infanteria. Aquest mateix any va intercedir per la rehabilitació de Werner von Fritsch, el comandant en cap de l'Alt comandament de l'Exèrcit de Terra (Oberkomando donis Heeres) que havia caigut en desgràcia com a resultat d'haver estat acusat d'homosexual (veure Escàndol Blomberg-Fritsch).
Quan la Segona Guerra Mundial va esclatar, Olbricht va comandar la 24 Divisió d'Infanteria durant la invasió de Polònia. Va manar la divisió des del front, fins i tot creant en una ocasió una improvisada unitat motoritzada carregant tropes en el seu cotxe, de manera que es poguessin enllaçar endavant i assegurar els ponts importants abans que fossin volats per l'enemic. Per la seva valentia i lideratge dinàmic de tropes, va ser condecorat amb la Creu de Cavaller de la Creu de Ferro. El 15 de febrer de 1940, Olbricht va ser ascendit a general d'infanteria. Se'l va nomenar Cap de l'Oficina general de l'Exèrcit de Terra (Allgemeines Heeresamt). A més va ser fet Cap de l'Oficina de reclutament de les forces armades (Wehrersatzamt) al  Oberkomando der Wehrmacht, l'Alt comandament de les forces armades.
L'hivern del 1941-1942, Olbricht va idear l'Operació Valkiria, un pla de l'Estat major per sufocar disturbis interns, però que de fet es podia considerar un pla detallat per donar un cop d'estat. Conjuntament amb els cercles de la resistència formats al voltant del Coronel General Ludwig Beck, de Carl Friedrich Goerdeler i del General Major Henning von Tresckow, va treballar per trobar la manera d'assassinar  Hitler i utilitzar Operació Valkiria per acabar amb el règim nazi. El 1943 va sol·licitar el trasllat a la seva oficina de Claus von Stauffenberg, qui després seria l'executor de l'intent d'atemptat del 20 juliol 1944.
 
El 20 de juliol de 1944, Olbricht i el coronel Albrecht Mertz von Quirnheim, van iniciar l'Operació Valkiria amb la mobilització de l'exèrcit de reserva (Ersatzheer), però després que es va saber que la bomba col·locada per Stauffenberg no havia matat a Hitler, el pla de prendre els llocs clau de Berlín utilitzant tropes de l'exèrcit de reserva va començar a fallar. El govern va ser capaç de recuperar el control usant tropes lleials en poques hores.
A les nou de la nit, Olbricht va ser arrestat en la seva caserna del Bendlerblock per soldats de la guarnició berlinesa.
Aquesta nit, el Coronel general Friedrich Fromm, suposadament per cobrir, celebrar un sumaríssim consell de guerra pel qual es va condemnar als capitosts del cop. Olbricht, Albrecht Mertz von Quirnheim, Werner von Haeften i Claus von Stauffenberg van ser trets al pati i executats per un escamot d'afusellament, contrariant així les ordres de Hitler de mantenir als colpistes amb vida.

## Condecoracions
- Creu de ferro de segona classe 1914
- Creu de ferro de primera classe 1914
- Fermall per a la Creu de ferro de segona classe 1914
- Fermall per a la Creu de ferro de primera classe 1914
- Creu de Cavaller de la Creu de Ferro